# Sprzedajemy.pl
Sprzedajemy.pl – polski serwis ogłoszeniowy prowadzony przez Sprzedajemy.pl Sp. z o.o. Uruchomiony 22 marca 2011 r. po miesięcznej kampanii reklamowej, która otrzymała dwie nominacje w konkursie Golden Arrow organizowanym przez Polskie Stowarzyszenie Marketingu i VFP Communications.

## Działanie
Sprzedajemy.pl oferuje swoim użytkownikom dodawanie ogłoszeń w jednej z 16 kategorii głównych. Formuła serwisu pozwala zamieszczać wyłącznie ogłoszenia dotyczące sprzedaży przedmiotów lub zwierząt oraz oferty usług i pracy. Ogłoszenia „kupię”/„poszukuję” – jako niezgodne z modelem serwisu nie są dopuszczone.
Transakcje zawierane są bezpośrednio między sprzedającym a kupującym. Dodawanie ofert jest bezpłatne zarówno dla osób fizycznych jak i firm (dotyczy to również komisów i pośredników w obrocie nieruchomościami). Serwis nie pobiera również prowizji od sprzedaży.

## Historia

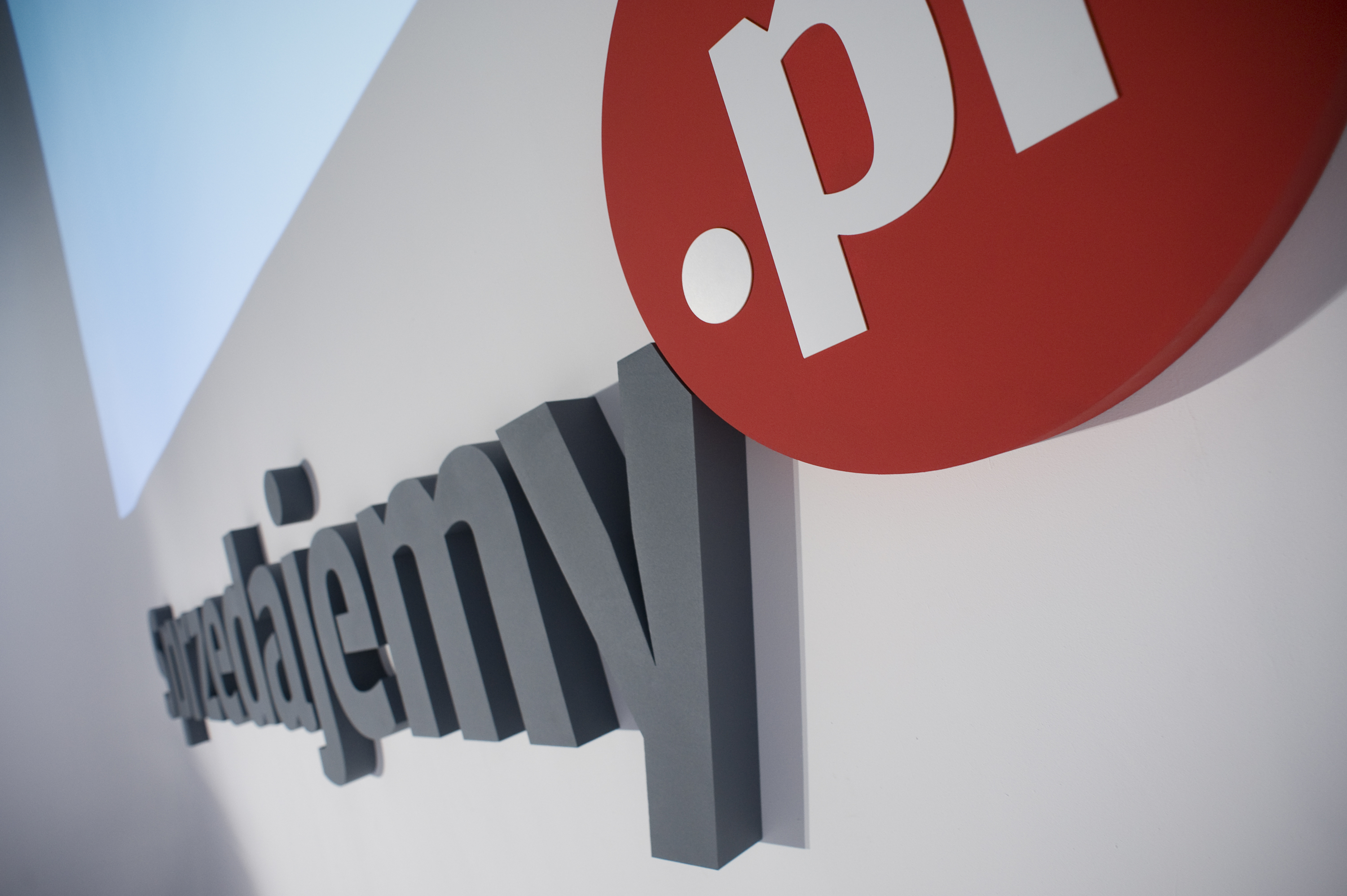
Sprzedajemy.pl – logo na konferencji pre-launch

Sprzedajemy.pl jako spółka z obszaru e-commerce została założona w 2010 roku przez Tomasza Moroza – od ponad 10 lat związanego z branżą e-commerce w Polsce. Tomasz Moroz był wcześniej współtwórcą i wieloletnim Prezesem Zarządu spółki Travelplanet.pl S.A., którą w 2005 roku wprowadził na rynek główny Giełdy Papierów Wartościowych w Warszawie. Jego partnerem został Szwed – Daniel Tidebrink.
Na początku lipca 2011 roku, po 4 miesiącach funkcjonowania serwisu, liczba ofert na Sprzedajemy.pl przekroczyła liczbę 100.000, a pod koniec 2011 – osiągnęła próg 200.000 ogłoszeń o sprzedaży przedmiotów wartych w sumie ponad 14 mld złotych. W lutym 2015 r. liczba jednocześnie oferowanych przedmiotów przekroczyła pułap 1 miliona.
Według danych Alexa Internet z 4 marca 2016, serwis sprzedajemy.pl był na 102 pozycji spośród najchętniej odwiedzanych stron przez użytkowników w Polsce.

## Współpraca
- Sprzedajemy.pl współpracuje z komisami samochodowymi i pośrednikami nieruchomości. Każdy partner posiada własną poddomenę w ramach domeny sprzedajemy.pl pod którą znajduje się wizytówka partnera i lista jego ofert. Użytkownicy popularnych programów wspierających pracę komisów i biur nieruchomości mają możliwość zarządzania swoimi ofertami w sposób zautomatyzowany[8].
- Oferty zamieszczane na Sprzedajemy.pl są prezentowane m.in. na portalu Dlastudenta.pl.